# Гоматешвара
Гоматешвара — монолитная статуя, возвышающаяся на 18 метров над холмом Шраванабелагола в районе Хассан штата Карнатака, Индия. Статуя была воздвигнута министром и полководцем Чамундарайей при династии Западных Гангов в честь легендарного Бахубали (Гоматешвара). Построенная в конце X века, статуя Гоматешвара олицетворяла образ человека согласно представлениям джайнов.
Паломники со всего света собираются раз в 12 лет, чтобы принять участие в церемонии Махамастакабхишека. Последний раз очередная церемония проходила с 7 по 26 февраля 2018 года. Следующая церемония пройдёт в 2030 году.